# Allisson Lozano
Allisson Lozz, właśc. Allisson Marian Lozano Núñez (ur. 1 sierpnia 1992 w Chihuahua) – meksykańska aktorka i piosenkarka. Największą popularność zyskała dzięki meksykańskiej telenoweli Mision S.O.S jako Diana Lozano, a w telenoweli Zbuntowani (Rebelde) zagrała Biancę Daley Abril.
Allisson ma rodzeństwo: Pamela, Pavlova, Etiane i Azul. Zaczęła swoją karierę dzięki programowi Codigo F.A.M.A.; w maju 2008 nagrała piosenkę Al Diablo con los Guapos wraz z K-Paz de la Siera. W roku 2010 poinformowała, że zakończyła karierę zostając Świadkiem Jehowy.

## Filmografia
- 2002 Código F.A.M.A.
- 2003 Alegrijes y Rebujos
- 2004 Misión S.O.S
- 2004–2006 Rebelde
- 2005 La Energía de Sonric'slandia
- 2006 Vecinos
- 2006 Amor Mío
- 2006 Las dos Caras de Ana
- 2007 Objetos Perdidos
- 2007 RBD: La Familia
- 2007 Al Diablo con los Guapos
- 2008 La Rosa de Guadalupe
- 2008 En Nombre del Amor